# Консервативная народная партия (Дания)
Консервативная народная партия Дании (дат. Det Konservative Folkeparti) — датская политическая партия.
Основана в 1881 году (устав принят 1883-м) под названием Хёйре (дат. Højre, букв. «Правая») как политическая опора правительства Эструпа в борьбе с оппозиционной партией Венстре. Ядро партии составили Национальная партия землевладельцев, Национал-либеральная партия и Средняя партия. После отставки Эструпа в 1894—1901 годах была правящей партией и формировала правительство, однако проиграла на выборах 1901 года, проведя в парламент лишь 8 своих депутатов. Современное название носит с декабря 1915 года после конституционной реформы в стране и её объединения с так называемыми свободными консерваторами и либеральной фракцией партии Венстре и стала опираться в первую очередь не на помещиков, а на средний класс. История партии на протяжении первой половины XX века отмечена противостоянием в ней фракций либералов и консерваторов.
В 1950—1953, 1968—1971 и 2001—2011 годах входила в состав коалиционных правительств, сблизившись в этот период с Венстре для совместной борьбы с социал-демократами. Председатель Консервативной народной партии Поуль Шлютер в 1982—1993 занимал пост премьер-министра.
На выборах 2015 года получила 3,4 % голосов, провела в парламент 6 депутатов. В 2016 вошла в состав коалиционного правительства.
На выборах 2019 года получила 6,6 % голосов, провела в парламент 12 депутатов.